# José Luis Morales
José Luis Morales Nogales (Madrid, 23 juli 1987) is een Spaans voetballer. Hij speelt bij voorkeur als linksbuiten.

## Clubcarrière
Morales speelde in het amateurvoetbal tot in zijn twintiger jaren. Op 1 juli 2011 tekende hij een contract bij Levante, en speelde in eerste instantie in het tweede elftal.
In april 2013 tekende Morales een nieuw contract bij Levante en mocht zich aansluiten bij de hoofdmacht. Toch werd eind juli besloten dat hij dat seizoen werd verhuurd aan Eibar, dat uitkwam in de Segunda División.
In augustus 2014 maakte Morales zijn bij debuut Levante. Dit was tevens zijn eerste wedstrijd op het hoogste niveau. In oktober maakte hij zijn eerste goal voor de Valencianen tegen zijn oude club Eibar.
In 2022 maakte Morales de overstap naar Villarreal, om twee jaar later terug te keren bij Levante.
Hij heeft de bijnaam "El Comandante", vanwege het militaire saluut dat hij maakt wanneer hij scoort gescoord.
1 Vegas ·
2 Son ·
3 Toño ·
4 Pier ·
5 Radoja ·
6 Duarte ·
7 León ·
9 Roger ·
10 Bardhi ·
11 Morales  ·
12 Malsa ·
13 Fernández ·
14 Vezo ·
15 Postigo ·
16 Rochina ·
17 Vukčević ·
18 De Frutos ·
19 Clerc ·
20 Miramón ·
21 Gómez ·
22 Melero ·
23 Coke ·
24 Campaña ·
25 Doukouré ·
34 Cárdenas ·
Coach: López